# Panteon Polski
Panteon Polski – polski dwutygodnik wydawany w II Rzeczypospolitej.
Pismo było wydawane we Lwowie, a swoim zasięgiem obejmowało miasta Lwów, Stanisławów, Tarnopol.
Podtytuł czasopisma brzmiał „Dwutygodnik ilustrowany poświęcony pamięci i czci poległych o niepodległość Polski wraz z kroniką czynów żołnierza polskiego w latach 1914–1921”. W wydaniach „Panteonu Polskiego” opisywano życiorysy poległych żołnierzy, walczących w I wojnie światowej (1914-1918) oraz podczas wojny polsko-ukraińskiej i wojny polsko-bolszewickiej (1918-1921).
Wydawcą czasopisma był Zarząd Okręgu Związku Legionistów Polskich we Lwowie. Czasopismo ukazywało się pierwszego i piętnastego dnia każdego miesiąca. Cenę numeru ustalono na 60 gr. Deklarowano, że dochód ze sprzedaży miał być przekazywany na budowę Domu Legionistów we Lwowie.
Redaktorami czasopisma byli Jan Rogowski, Zygmunt Zygmuntowicz.